# Legislatura Estatal de Nueva York
La Legislatura Estatal de Nueva York (en inglés: New York State Legislature) es la legislatura estatal (órgano encargado del Poder legislativo) del estado de Nueva York, en Estados Unidos. La Constitución de Nueva York no designa un término oficial para las dos cámaras juntas. Solo dice que "el poder legislativo reside en el Senado y Asamblea." Las leyes de la sesión están publicadas en las Leyes oficiales de Nueva York. Las leyes permanentes de carácter general están codificadas en las Leyes Consolidadas de Nueva York. La legislatura está asentada en el Capitolio de Nueva York en Albany.

## Cámaras legislativas
Las elecciones legislativas toman lugar en noviembre de cada año par. Tanto los miembros de la Asamblea y los senadores sirven términos de dos años.
Para ser un miembro de cualquiera de las dos cámara, uno debe ser ciudadano de los Estados Unidos, residente del estado de Nueva York por al menos cinco años, y residente del distrito al menos un año antes de la elección.
La Asamblea consta de 150 miembros; cada uno es elegido de un distrito de un solo miembro. El Senado, de acuerdo con la Constitución de Nueva York, varía en su número de miembros, pero actualmente tiene 63. Los distritos del Senado tienen actualmente entre dos y tres veces más población que los distritos de la Asamblea. A partir de 2009 la Legislatura Estatal de Nueva York tiene 2700 empleados, más de cualquier otra legislatura estatal, excepto la Asamblea General de Pensilvania.

## Dirigentes
La Asamblea y el Senado están encabezadas por sus respectivos Presidentes. La presidencia del Senado es un cargo mantenido de oficio por el Teniente Gobernador del Estado. El Teniente Gobernador, como Presidente del Senado, solo tiene un "voto de calidad" que rompe cualquier posible empate.  Más a menudo, el Senado está presidido por el presidente Temporal o por un senador a elección del Líder de la Mayoría.
El Presidente de la Asamblea y el Líder de la Mayoría del Senado controlan la asignación de comités y posiciones de liderazgo, junto con el control de la agenda en sus cámaras.  Los dos son considerados líderes poderosos a nivel estatal y, junto con el Gobernador de Nueva York controlan la mayor parte de la agenda de negocios estatales en Nueva York.

## Otros agentes
La Comisión de Redacción de Proyecto de Ley Legislativo (LBDC) ayuda en la redacción de la legislación; informa sobre la constitucionalidad, la coherencia o el efecto de la legislación propuesta; lleva a cabo investigaciones; y publica y mantiene los documentos de la Legislatura, como las Leyes de Nueva York. El LBDC está formado por dos comisionados, el Comisionado de Administración y el Comisionado de Operaciones, cada uno nombrado conjuntamente por el Presidente Temporal del Senado y el Presidente de la Asamblea.

## Control del partido
A partir de enero de 2018, los republicanos ocuparon 31 escaños de los 63 del Senado Estatal de Nueva York, y la senadora Simcha Felder, una Demócrata de Brooklyn, se reunió con ellos. La Conferencia Demócrata Independiente (IDC) de ocho miembros mantuvo una coalición bipartidista con los republicanos del Senado. La Conferencia Demócrata del Senado ocupó 21 escaños. Hubo dos vacantes en el Senado. En la Asamblea, la mayoría demócrata, compuesta por 103 demócratas y un miembro del Partido de la Independencia que se reunió con los demócratas, tuvo 104 escaños, mientras que los republicanos ocuparon 37 escaños. Hubo nueve vacantes.
En las elecciones de 2018, los demócratas ganaron el control del Senado del Estado y aumentaron su mayoría en la Asamblea del Estado. En la próxima sesión legislativa, los demócratas tendrán 40 escaños en el Senado del Estado y los republicanos tendrán 23 escaños. En la Asamblea estatal, los demócratas ocuparán 106 escaños, los republicanos ocuparán 43 escaños y los independientes ocuparán un escaño.

## Poderes constitucionales
La Legislatura está facultada para hacer la ley, sujeta al poder del gobernador para vetar un proyecto de ley. Sin embargo, el veto puede ser anulado por la Legislatura si hay una mayoría de dos tercios a favor de la anulación en cada Cámara. Además,  tiene el poder de proponer enmiendas a la Constitución de Nueva York por mayoría de votos, y luego otra mayoría de votos después de una elección. Si así se propone, la enmienda se vuelve válida si los votantes la acuerdan en un referéndum.
La Legislatura se originó en el revolucionario  Congreso Provincial de Nueva York, reunido por los rebeldes cuando la Legislatura Provincial no enviaría delegados al Congreso Continental.
La historia de corrupción de la legislatura incluye la llamada Caballería Caballo Negro y la Guerra Erie.
En la década de 1840, Nueva York lanzó la primera gran ola de reformas deprocedimientos civiles en los Estados Unidos al promulgar el Código de Campo. El Código inspiró reformas similares en otros 23 estados y dio origen al término "súplica de código" para el sistema de procedimiento civil que creó.
El primer afroamericano elegido para la legislatura fue Edward A. Johnson, un republicano, en 1917. Las primeras mujeres elegidas para la legislatura fueron la republicana Ida Sammis y la demócrata Mary Lilly, ambas en 1919. La primera mujer afroamericana elegida para la legislatura fue Bessie A. Buchanan en 1955.
Cinco miembros de la asamblea fueron expulsados en 1920 por pertenecer al Partido Socialista.
En una decisión de 2008 de la  Corte Suprema de los Estados Unidos relacionada con la constitucionalidad de una ley promulgada por la Legislatura de Nueva York, el juez John Paul Stevens escribió en su escribió en su opinión concurrente: "[Recuerdo] a mi estimado colega, Thurgood Marshall, comentando en numerosas ocasiones: 'La Constitución no prohíbe que las legislaturas promulguen leyes estúpidas'".

## Liderazgo legislativo

### Senado Estatal de Nueva York
- Presidente Temporal del Senado:  Andrea Stewart-Cousins
- Líder de la mayoría:  Andrea Stewart-Cousins
- Líder de la minoría:  John J. Flanagan

### Asamblea Estatal de Nueva York
- Presidente de la Asamblea:  Carl Heastie
- Líder de la mayoría de la Asamblea:  Crystal Peoples-Stokes
- Líder de la minoría de la Asamblea:  Brian Kolb